# Марка, Пьер де
Пьер де Марка́ (фр. Pierre de Marca, родился 24 января 1594 года, умер 29 июня 1662 года) — французский иерарх, архиепископ Тулузы (1652—1662), архиепископ Парижа (1662), историк.

## Биография
Родился в Гане в 1594 году, в католической семье, в правление Генриха IV. Начальное образование получил в иезуитском колледже в Оше, с 1610 по 1615 год изучал право в университете Тулузы, по его окончании получил докторскую степень всего в 21 год.
Далее быстро продвигался по иерархическим ступеням карьеры государственного служащего, был советником Суверенного совета По. После вступления короля Людовика XIII в По в октябре 1620 года, что ознаменовало окончательное присоединение Беарна к французскому королевству, Пьер де Марка стал президентом реорганизованного парламента Наварры с центром в По.
В 1618 году он женился на Маргарите Форж, которая родила ему четверых детей. В 1631 году Пьер де Марка был назначен интендантом юстиции, полиции и финансов провинции Беарн, его деятельность на этом посту способствовала возрождению католической религии в регионе после религиозных войн XVI века.
После смерти жены в 1631 году, чтобы отвлечься от тяжёлых мыслей, начал заниматься историей родной провинции. Девятилетние исторические исследования привели к изданию в 1640 году труда «История Беарна», который до сих пор имеет большое значение для изучения истории Южной Франции.
В 1640 году был назначен Людовиком XIII Государственным советником, однако в то же время принял решение посвятить себя далее церковной карьере. В 1641 году по просьбе кардинала Ришельё опубликовал трактат «О согласии священства и государства» (De la concorde du sacerdoce et de l'État), написанный с позиции галликанства.
28 декабря 1642 года король назначил его епископом Кузерана, однако Рим не спешил одобрять это назначение из-за либеральных и галликанских идей, высказанных в работе «О согласии священства и государства». Его назначение было подтверждено лишь 13 января 1648 года, 25 октября того же года состоялась епископская хиротония.
Кроме того в 1644—1651 годах исполнял обязанности Генерального визитатора Каталонии, в это время он написал исторический труд «Marca hispanica», посвящённый истории Каталонии и изданный уже после его смерти. В 1659 году при заключении Пиренейского мира кардинал Мазарини прибегал к советам Пьера де Марка при определении границ раздела Каталонии между Францией и Испанией.

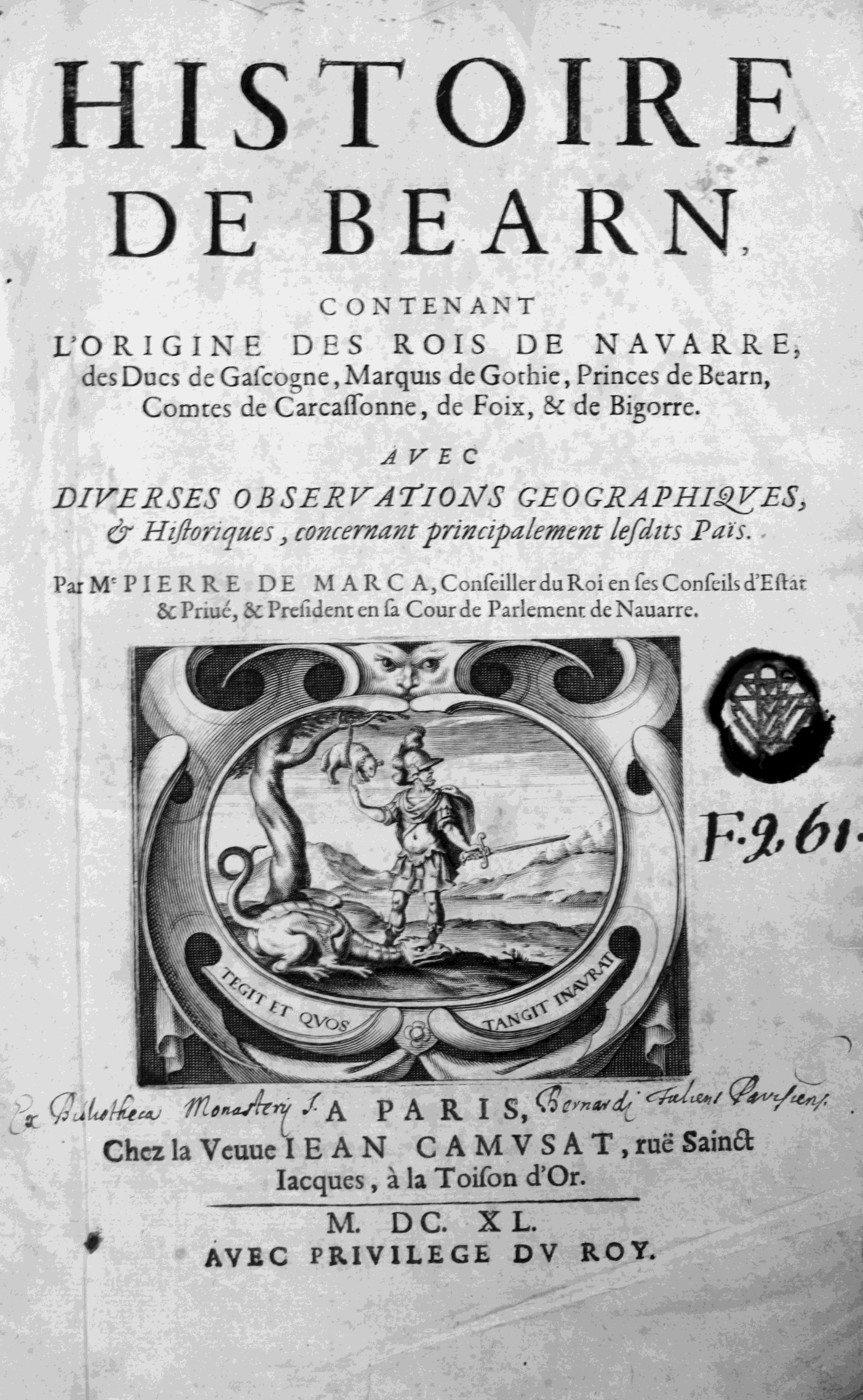
Обложка первого издания «Истории Беарна»

В 1652 году Пьер де Марка назначен архиепископом Тулузы, через два года это назначение было подтверждено Римом. После осуждения Иннокентием X янсенизма в 1653 году, энергично боролся с янсенистскими взглядами в своей архиепархии, в связи с чем в 1656 году получил от папы Александра VII похвальное письмо.
В период Фронды занял осторожную позицию, поддерживал короля Людовика XIV и не протестовал против ареста парижского архиепископа кардинала де Реца. В связи с этим вошёл в милость у короля, 28 февраля 1662 года Людовик XIV в Фонтенбло объявил о назначении Пьера де Марка новым архиепископом Парижа вместо кардинала де Реца, сложившего с себя полномочия. Назначение де Марка ознаменовало собой ещё и окончание гегемонии рода Гонди на кафедре парижского архиепископа, четыре представителя рода Гонди до этого занимали кафедру на протяжении почти 100 лет. Однако де Марка возглавлял парижскую епархию всего четыре месяца, уже 29 июня 1662 года он скончался от болезни.

## Труды
- «История Беарна» (Histoire de Béarn, Paris, 1640)
- «О согласии священства и государства» (De la concorde du sacerdoce et de l'État, Paris, 1641)
- «Испанская марка» (Marca hispanica, Paris, 1688)